# Xiao Qin
Xiao Qin (förenklad kinesiska: 肖钦; traditionell kinesiska: 肖欽; pinyin: Xiào Qīn), född den 1 januari 1985 i Nanjing, Jiangsu, är en kinesisk gymnast.
Han tog OS-guld i lagmångkampen och OS-guld i bygelhäst i samband med de olympiska gymnastiktävlingarna 2008 i Peking.